# Laguna La Gaiba
La laguna La Gaiba es una laguna que está ubicada en la provincia de Ángel Sandóval del departamento de Santa Cruz en la frontera de Bolivia/Brasil formando una frontera lacustre de 10,8 kilómetros.

## Geografía
Se encuentra a una altitud aproximada de 160 m s. n. m. Está situada en la región del Pantanal Boliviano, cuenta con una superficie de 98 km² aunque esta puede variar según la época de lluvias.
- La parte boliviana de 52 km² se encuentra dentro del Área natural de manejo integrado San Matías.

## Fauna
Abundan diversos tipos de peces, proliferando especialmente pirañas caníbales muy peligrosas para quienes se introducen en las aguas de esta laguna.

## Historia
Históricamente esta laguna es interesante porque, siendo el año 1543, en sus orillas el explorador y conquistador español Domingo Martínez de Irala fundó la ciudad y Puerto de Los Reyes antes de penetrar en la región chaqueña  y expedicionar hasta los Andes en busca de las "Sierra de la Plata".